# بيانات اعتماد التدريس
بيانات اعتماد التدريس في الولايات المتحدة هي بيانات اعتماد اساسية متعددة أو فردية يتم الحصول على الشهادة عند انتهاء من فترة البكالوريوس من كلية أو جامعة معتمدة إقليميًا [الإنجليزية] ، ومتطلبات التعليم الاحترافية المنصوص عليها.اعتماد التعليم مهم في المملكة المتحدة من اجل الحصول على المؤهلات للتدريس في المدارس الحكومية، أيضا العديد من التعليمات الأخرى.المتطلبات متعددة من منطقة إلى منطقة. المعلمين في كاليفورنيا يجب ان يجتازو اختبار المهارات التعليمية الاساسية بكاليفورنيا [الإنجليزية].